# Lubuk Krapat
Lubuk Krapat is een bestuurslaag in het regentschap Rokan Hulu van de provincie Riau, Indonesië. Lubuk Krapat telt 1436 inwoners (volkstelling 2010).